# Wild Wood
Az 1993-as Wild Wood Paul Weller második szólólemeze. A brit albumlistán a 2. helyig jutott, és három slágert gyártott az Egyesült Királyságban: Wild Wood (14. hely), Sunflower (16. hely) és Hung Up (11. hely).
Az eredeti 1993-as európai és brit CD-kiadás 15 dalt tartalmazott. Az amerikai kiadásra és az új brit kiadásra egy 16. dalt is hozzátettek.
2000-ben a Q magazin olvasói a 77. helyre raktát minden idők 100 legjobb brit albumának listáján. A lemez szerepel az 1001 lemez, amit hallanod kell, mielőtt meghalsz című könyvben.
2007. október 22-én egy két CD-s deluxe kiadása jelent meg.

## Az album dalai
|     | Cím                          | Szerző(k)                          | Hossz |
| --- | ---------------------------- | ---------------------------------- | ----- |
| 1.  | Sunflower                    | Paul Weller                        | 4:06  |
| 2.  | Can You Heal Us (Holy Man)   | Weller                             | 3:41  |
| 3.  | Wild Wood                    | Weller                             | 3:22  |
| 4.  | Instrumental One (Part 1)    | Brendan Lynch, Weller, Steve White | 1:37  |
| 5.  | All the Pictures on the Wall | Weller                             | 3:56  |
| 6.  | Has My Fire Really Gone Out? | Weller                             | 3:50  |
| 7.  | Country                      | Weller                             | 3:59  |
| 8.  | Instrumental Two             | Lynch, Weller, White               | 0:50  |
| 9.  | 5th Season                   | Weller                             | 4:54  |
| 10. | The Weaver                   | Weller                             | 3:43  |
| 11. | Instrumental One (Part 2)    | Lynch, Weller, White               | 0:34  |
| 12. | Foot of the Mountain         | Weller                             | 3:37  |
| 13. | Shadow of the Sun            | Weller                             | 7:36  |
| 14. | Holy Man                     | Weller                             | 1:50  |
| 15. | Moon on Your Pyjamas         | Weller                             | 4:00  |
| 16. | Hung Up (bónuszdal)          | Weller                             | 2:49  |

## Közreműködők
- Paul Weller – ének (1–3, 5–7, 9, 10, 12–16), gitár (1–6, 8, 9, 11, 13–16), mellotron (1, 2, 13, 14), moog (1, 4, 11), zongora (2, 7, 9, 10, 13, 14), Hammond (2, 5, 14), basszusgitár (2, 5, 14), taps (2, 14), ütőhangszerek (2, 14), hammond orgona (6), wurlitzer (6), csörgődob (6), akusztikus gitár (7, 10, 12), vonósok (7), blues hárfa (9), szólógitár (10)
- Jacko Peake – fuvola (1, 2, 14), kürt (2, 4, 9, 11, 14)
- Dee C. Lee – kisegítő ének (9, 13, 15)
- David Liddle – szólógitár (9)
- Brendan Lynch – taps (2, 14), ütőhangszerek (2, 14), mellotron (3, 13), mini-moog (3, 9, 13), sztlofon (7)
- Maxton G. Beesley, Jr. – taps (2, 14), ütőhangszerek (2, 14), kisegítő ének (6), wurlitzer (15)
- Marco Nelson – basszusgitár (1, 3, 4, 6, 9, 10, 11, 13, 15), kisegítő ének (6)
- Helen Turner – orgona (3)
- Steve White – dob (1, 2, 3, 4, 5, 6, 9, 10, 11, 13, 14, 15, 16), ütőhangszerek (4, 8, 11)
- Robert Howard – gitár (6), akusztikus gitár (7)
- Steve Cradock – gitár (10)
- Simon Fowler – kisegítő ének (10)
- Yolanda Charles – basszusgitár (16)
- Mick Talbot – hammond orgona (9)

## Fordítás
Ez a szócikk részben vagy egészben a Wild Wood című angol Wikipédia-szócikk ezen változatának fordításán alapul.  Az eredeti cikk szerkesztőit annak laptörténete sorolja fel. Ez a jelzés csupán a megfogalmazás eredetét és a szerzői jogokat jelzi, nem szolgál a cikkben szereplő információk forrásmegjelöléseként.